# Trust for America's Health
Il Trust for America's Health, abbreviato in TFAH, è un'organizzazione statunitense che si occupa della politica sanitaria. Spesso questa associazione pubblica rapporti su argomenti legato alla salute come l'obesità, la sicurezza degli alimenti e le influenze.
La sede centrale del Trust for America's Health si trova a Washington.